# Vesla Vetlesen
Vesla Gunvor Vetlesen (* 19. Oktober 1930 in Farsund als Vesla Gunvor Hansen; † 21. August 2024) war eine norwegische Schriftstellerin und Politikerin der Arbeiderpartiet (Ap). Sie war von Mai 1986 bis Juni 1988 die Entwicklungshilfeministerin ihres Landes.

## Leben
In den Jahren 1950 bis 1954 machte Vetlesen eine Ausbildung im Bereich Textildesign. Danach arbeitete sie als Weberin, ab 1960 war sie dabei selbstständig. Ihren Beruf lehrte sie zwischen 1968 und 1970 in Uganda. Nach ihrer Rückkehr war sie als Journalistin für die Europäische Bewegung International tätig, bevor sie von 1972 bis 1974 wieder unterrichtete. In der Zeit von 1973 bis 1975 arbeitete Vetlesen bei Redd Barna, einer norwegischen Kinderhilfsorganisation. Anschließend war sie bis 1980 bei der humanitären Organisation Norsk Folkehjelp tätig. Danach begann sie als Sachbearbeiterin beim Gewerkschaftsdachverbund Landsorganisasjonen i Norge (LO) zu arbeiten.
Vetlesen wurde am 9. Mai 1986 zur Ministerin für Entwicklungshilfe in der neu gebildeten Regierung Brundtland II ernannt. Sie übte das Amt bis zum 13. Juni 1988 aus. Anschließend kehrte sie zu ihrer alten Stellung bei der LO zurück, wo sie bis zum Renteneintritt 1996 weiter arbeitete. In den Jahren 1996 bis 1999 arbeitete sie erneut in Teilzeit für den Gewerkschaftsverbund. Ab 1974 veröffentlichte sie zudem verschiedene Bücher, die unter anderem von Entwicklungshilfe und Botanik handeln.
Sie war von 1951 bis zu dessen Tode im Jahr 2003 mit dem Seemann und Schriftsteller Leif Vetlesen verheiratet. Beide waren bis 1956 in der kommunistischen Partei Norges Kommunistiske Parti (NKP) organisiert.

## Werke
- 1974: Felles framtid – felles ansvar: Brevkurs om Norge og utviklingslandene, Tiden
- 1975: Kvinner i olje-Norge: Brevkurs om likestilling, Folkets Brevskole
- 1981: Sør-afrikanske arbeidere – i kamp for sine rettigheter, Landsorganisasjonen i Norge (LO)
- 1985: Vest-Europas samarbeid med utviklingslandenene, Europabevegelsen i Norge
- 1995: Orkideer for hjemmedyrking, Landbruksforlaget
- 1998: Frihet for Sør-Afrika: LO og kampen mot apartheid, Tiden
- 2005: Osloflora – med åtte botaniske gatevandringer, Damm
- 2008: Kommunist og sabotør, Aschehoug